# Nick Burd
Nick Burd (* 17. April 1980) ist ein US-amerikanischer Autor.

## Leben
Burd studierte an der University of Iowa und erhielt einen MFA von The New School in New York City.
2009 veröffentlichte Burd das Buch The Vast Fields of Ordinary, für das er 2010 den Stonewall Book Award erhielt. Die New York Times listete The Vast Fields of Ordinary als eines der bemerkenswertesten Bücher des Jahres 2009 auf. Der Roman erhielt auch eine positive Kritik von The New York Times. Publishers Weekly nannte The Vast Fields of Ordinary "täuschend ruhig" und "frisch" und sagte, Burd sei "ein Autor, den man sich ansehen sollte". Das Buch erschien in deutscher Übersetzung von Wolfgang Ströle unter dem Titel Die Wonnen der Gewöhnlichkeit 2011 bei dtv.
Burd hat nach seinem Erstlingswerk in der Unterhaltungsbranche als Creative Director gearbeitet und gewann zwei Clio Awards und einen Shorty Award für seine Arbeit an digitalen Kampagnen für BoJack Horseman und Daredevil. Burd lebt in New York City.

## Werke (Auswahl)
- 2009: The Vast Fields of Ordinary

## Auszeichnungen und Preise (Auswahl)
- 2010: Stonewall Book Award für The Vast Fields of Ordinary[8]